# Новокузнецово
Новокузнецо́во (фин. Uusi Pokosti) — деревня в Гатчинском муниципальном округе Ленинградской области.

## История
КУЗНЕЦОВО — деревня принадлежит помещику Алексею Петровичу Демидову, отставному полковнику, число жителей по ревизии: 65 м. п., 62 ж. п. (1838 год)

Согласно карте Ф. Ф. Шуберта 1844 года и С. С. Куторги 1852 года деревня называлась Новая Кузнецова и насчитывала 29 дворов.
Согласно «Топографической карте частей Санкт-Петербургской и Выборгской губерний» в 1860 году деревня называлась Кузнецова и насчитывала 40 крестьянских дворов.

КУЗНЕЦОВО (НОВОЕ) — деревня владельческая при колодце, число дворов — 16, число жителей: 34 м. п., 58 ж. п. (1862 год)

В 1864 году временнообязанные крестьяне деревни выкупили свои земельные наделы у П. А. Демидова, а в 1870—1871 годах у В. Н. Лыщинской и стали собственниками земли.
В 1879 году деревня называлась Новая (Кузнецова).

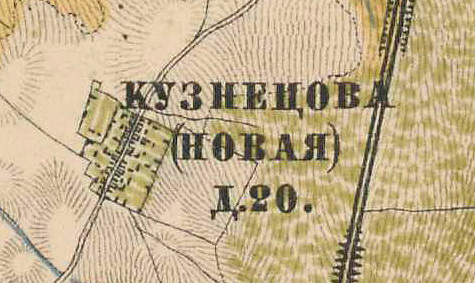
План деревни Новокузнецово. 1885 год

В 1885 году деревня Кузнецова (Новая) насчитывала 20 дворов.
Согласно материалам по статистике народного хозяйства Царскосельского уезда 1888 года имение при деревне Кузнецово площадью 1081 десятина принадлежало коллежскому секретарю К. А. Афанасьеву, оно было приобретено в 1885 году за 7000 рублей. Кроме того, пустошь Кузнецово площадью 367 десятин принадлежала жене подполковника В. А. Подгайной, она была приобретена в 1874 году за 3000 рублей.
В конце XIX — начале XX века деревня административно относилась к Гатчинской волости 2-го стана Царскосельского уезда Санкт-Петербургской губернии. Население деревни было смешанным — финско-русским.
К 1913 году количество дворов уменьшилось до 19.
С 1917 по 1922 год деревня Новое Кузнецово входила в состав Погостинского сельсовета Гатчинской волости Детскосельского уезда.
С 1922 года в составе Покровского сельсовета.
С 1923 года вновь в составе Погостинского сельсовета Гатчинского уезда.
С 1924 года в составе Воскресенского сельсовета.
Согласно данным переписи населения СССР 1926 года в деревне Кузнецово Воскресенского сельсовета Троцкой волости Троцкого уезда проживали 180 человек, большинство финны, а также русские и эстонцы.
В 1928 году население деревни Новое Кузнецово составляло 180 человек.

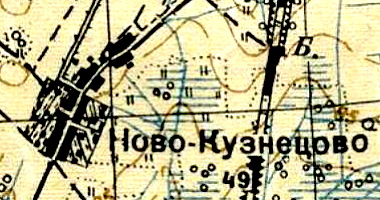
План деревни Новокузнецово. 1931 год

Согласно данным топографической карты РККА Ленинградской области 1931 года деревня насчитывала 49 дворов.
По данным 1933 года деревня называлась Ново-Кузнецово и входила в состав Воскресенского сельсовета Красногвардейского района.
C 1 августа 1941 года по 31 декабря 1943 года деревня находилась в оккупации.
В 1958 году население деревни Новое Кузнецово составляло 214 человек.
По данным 1966, 1973 и 1990 годов деревня называлась Новокузнецово (Ново-Кузнецово) и также входила в состав Воскресенского сельсовета.
В 1997 году в деревне проживали 56 человек, в 2002 году — 74 человека (русские — 88%), в 2007 году — 66, в 2010 году — 71 человек.

## География
Деревня расположена в центральной части Гатчинского района на автодороге 41К-101 (Никольское — Воскресенское).
Расстояние до административного центра поселения, посёлка Кобринское — 8,5 км.
Расстояние до ближайшей железнодорожной платформы Суйда — 2 км.

## Демография
| 1838 | 1862 | 1928 | 1958 | 1997 | 2002 | 2007 | 2010 | 2014 |
| ---- | ---- | ---- | ---- | ---- | ---- | ---- | ---- | ---- |
| 127  | ↘92  | ↗180 | ↗214 | ↘56  | ↗74  | ↘66  | ↗71  | ↘60  |
| 2017 |      |      |      |      |      |      |      |      |
| ↗85  |      |      |      |      |      |      |      |      |

### Национальный состав
Согласно данным Всероссийской переписи населения 2021 года в деревне проживали 119 человек, все русские.

## Инфраструктура
На 2014 год в деревне было учтено 26 домохозяйств.

## Торговля
Жители деревни пользуются услугами автолавки.

## Транспорт
К северо-востоку от деревни расположена платформа Суйда железнодорожной линии Санкт-Петербург — Луга, по которой осуществляется пассажирское сообщение пригородными электропоездами.
К востоку от деревни проходит автодорога 41К-100 (Гатчина — Куровицы), по которой осуществляется автобусное сообщение пригородными маршрутами:
- № 151 Гатчина — Сиверский
- № 151Д Гатчина — Дружная Горка
- № 534 Гатчина — Вырица